# 海雷
海雷（法語：Haïré），是馬里的城鎮，位於該國中部，由莫普提區的杜安扎省負責管轄，面積5,155平方公里，海拔高度381米，2009年人口29,741，人口密度每平方公里5.8人。